# 111e régiment d'artillerie coloniale
Pour les articles homonymes, voir 111e régiment.
Le 111e régiment d'artillerie lourde coloniale (111e RALC) est un régiment d'artillerie des troupes coloniales de l'Armée française. Il est créé en 1924 par changement de nom du 1er régiment d'artillerie coloniale puis sera transformé en 11ème régiment d'artillerie lourde coloniale (11e RALC) en 1929. Recréé en 1939, il disparaît au début de la bataille de France.

## Entre-deux-guerres
Lors de la réorganisation des corps d'artillerie décidée en 1923, le 1er régiment d'artillerie coloniale (1er RAC) devient 111e régiment d'artillerie lourde (hippomobile) colonial à Lorient. Il est rattaché au 11e corps d'armée. Le 1er mai 1929, le 111e RALC prend le nom de 11e RAC.

## Seconde Guerre mondiale
Le régiment est recréé le 16 septembre 1939, à la mobilisation à partir du centre mobilisateur 31 de Lorient. Sous le commandement du lieutenant-colonel David, il est le régiment d'artillerie lourde du 11e corps d'armée. Il est constitué de deux groupes de canons de 105 long modèle 1913 et de deux groupes de canons de 155 long modèle 1917. Hippomobile, sa batterie hors-rang est motorisée en avril 1940. Au 10 mai 1940, il stationne près d'Étréaupont dans l'Aisne.
Il disparait entre le 14 et le 15 mai, sans avoir vraiment combattu, à la suite des mouvements de replis causés par la bataille de Dinant.

## Chefs de corps
- 01/01/1924 : Colonel JOALLAND Paul (chef de corps du 1er RAC jusqu'à cette date)
- 18/04/1925 : Colonel TIXIER Paul
- 24/08/1927 : Lieutenant-colonel BENOIT Ernest
- 08/10/1927 : Colonel MERCIER Louis
- 23/01/1929 : Colonel JACQUIN Gaston (chef de corps du 11er RAC à partir du 1er mai 1929)
- 16/03/1939 : Lieutenant-colonel DAVID Jean-Marie

## Étendard

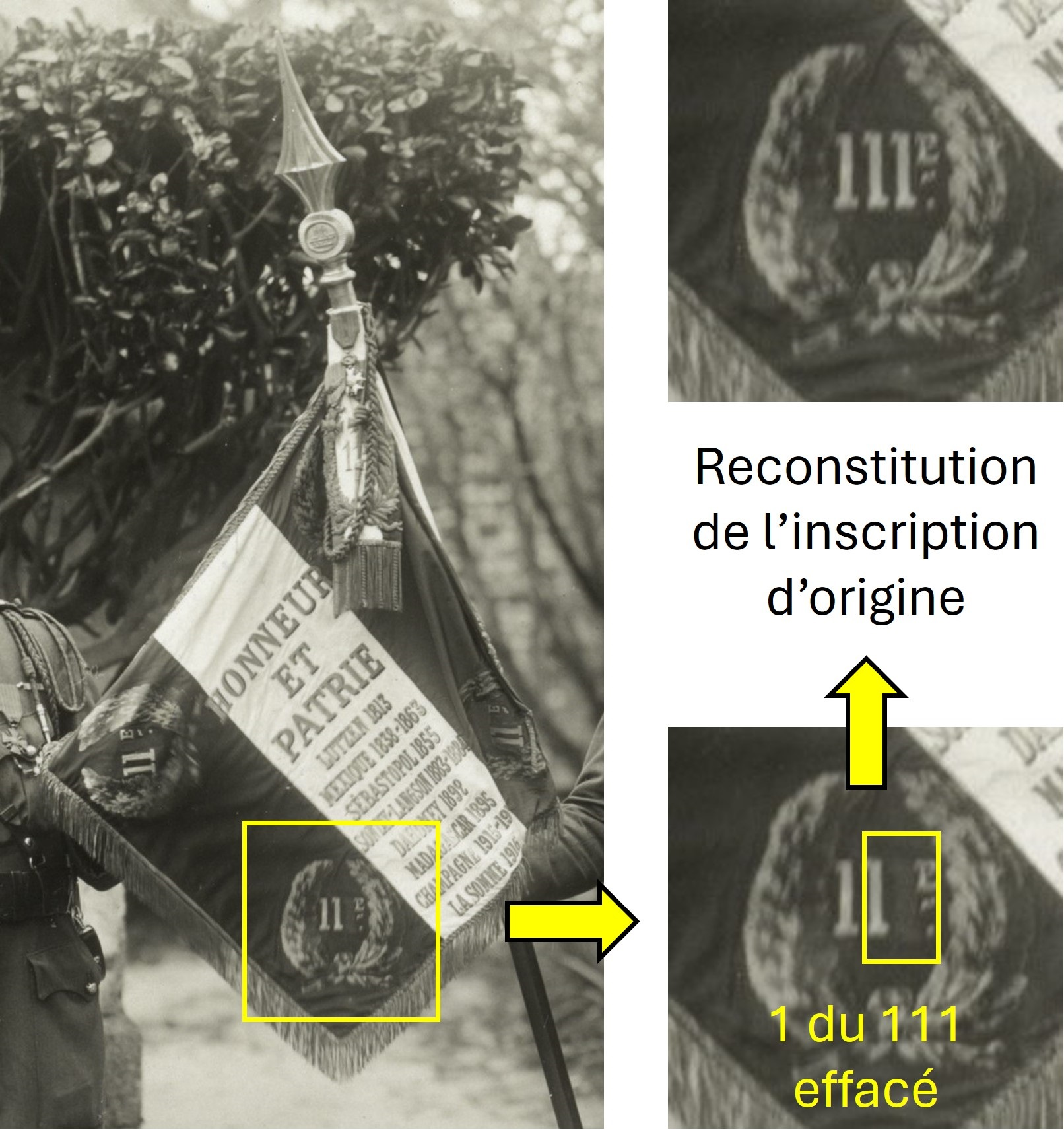

Le 111ème RAC étant formé à partir du 1er RAC dissous en 1924, il conserve son étendard au titre de la filiation. Par circulaire ministérielle du 15 avril 1927 (Deuxième liste des noms de batailles approuvés par le ministre le 16 octobre 1926), le 111ème RALC se voit attribuer les inscriptions Champagne 1915-1918 et La Somme 1916 au titre de l'héritage du 1er RAC. Le nombre d'inscriptions sur les emblèmes étant limitées à 8 par la circulaire ministérielle du 27 août 1920, les inscriptions Veracruz 1838 et Puebla 1863 sont regroupées dans la nouvelle inscription Mexique 1838-1863.
- Lützen 1813
- Mexique 1838-1863
- Sébastopol 1855
- Sontay-Langson 1883-1884
- Dahomey 1892
- Madagascar 1895
- Champagne 1915-1918
- La Somme 1916

En 1929, le 111ème RALC est dissous et transformé en 11ème RAC. Ce dernier conserve l'étendard du 111ème RALC, au prix d'une correction de l'emblème, contrairement à la logique qui aurait dû prévaloir de confier cet étendard au 1er RAC recréé à Libourne.

## Personnalités ayant servi au régiment
- Francis Blayo, de 1924 à 1929[7]où il sert comme capitaine.